# Amphoe Sai Ngam
Amphoe Sai Ngam (Thai: อำเภอ ไทรงาม) ist ein Landkreis (Amphoe – Verwaltungs-Distrikt) im östlichen Teil der Provinz Kamphaeng Phet. Die Provinz Kamphaeng Phet liegt in der Nordregion von Thailand. 

## Geographie
Die Kreisverwaltung vom Amphoe Sai Ngam liegt etwa 43 Kilometer von der Provinzhauptstadt entfernt.
Benachbarte Distrikte (von Süden im Uhrzeigersinn): die Amphoe Sai Thong Watthana, Mueang Kamphaeng Phet, Phran Kratai und Lan Krabue in der Provinz Kamphaeng Phet sowie die Amphoe Wachirabarami und Sam Ngam in der Provinz Phichit.

## Geschichte
Der Landkreis Sai Ngam wurde am 15. Mai 1975 zunächst als „Zweigkreis“ (King Amphoe) eingerichtet, indem die beiden Tambon Sai Ngam und Nong Khla aus dem Landkreis Mueang Kamphaeng Phet ausgegliedert wurden.
Am 25. März 1979 wurde Sai Ngam schließlich zum Amphoe aufgestuft.

## Verwaltung

### Provinzverwaltung
Der Landkreis Sai Ngam ist in sieben Tambon („Unterbezirke“ oder „Gemeinden“) eingeteilt, die sich weiter in 71 Muban („Dörfer“) unterteilen.
| Nr. | Name           | Thai      | Muban | Einw. |
| --- | -------------- | --------- | ----- | ----- |
| 01. | Sai Ngam       | ไทรงาม    | 10    | 9.400 |
| 02. | Nong Khla      | หนองคล้า   | 08    | 5.144 |
| 03. | Nong Thong     | หนองทอง   | 10    | 6.755 |
| 04. | Nong Mai Kong  | หนองไม้กอง | 10    | 6.779 |
| 05. | Maha Chai      | มหาชัย     | 12    | 7.202 |
| 06. | Phan Thong     | พานทอง    | 10    | 7.921 |
| 07. | Nong Mae Taeng | หนองแม่แตง | 11    | 7.919 |

### Lokalverwaltung
Es gibt eine Kommune mit „Kleinstadt“-Status (Thesaban Tambon) im Landkreis:
- Sai Ngam (Thai: เทศบาลตำบลไทรงาม) bestehend aus Teilen des Tambon Sai Ngam.

Außerdem gibt es sieben „Tambon-Verwaltungsorganisationen“ (องค์การบริหารส่วนตำบล – Tambon Administrative Organizations, TAO)
- Sai Ngam (Thai: องค์การบริหารส่วนตำบลไทรงาม) bestehend aus Teilen des Tambon Sai Ngam.
- Nong Khla (Thai: องค์การบริหารส่วนตำบลหนองคล้า) bestehend aus dem kompletten Tambon Nong Khla.
- Nong Thong (Thai: องค์การบริหารส่วนตำบลหนองทอง) bestehend aus dem kompletten Tambon Nong Thong.
- Nong Mai Kong (Thai: องค์การบริหารส่วนตำบลหนองไม้กอง) bestehend aus dem kompletten Tambon Nong Mai Kong.
- Maha Chai (Thai: องค์การบริหารส่วนตำบลมหาชัย) bestehend aus dem kompletten Tambon Maha Chai.
- Phan Thong (Thai: องค์การบริหารส่วนตำบลพานทอง) bestehend aus dem kompletten Tambon Phan Thong.
- Nong Mae Taeng (Thai: องค์การบริหารส่วนตำบลหนองแม่แตง) bestehend aus dem kompletten Tambon Nong Mae Taeng.